# Nico de Souza
Nicolau Joaquim de Sousa znany jako Nico de Souza – mozambicki piłkarz grający na pozycji pomocnika. W swojej karierze grał w reprezentacji Mozambiku.

## Kariera klubowa
W swojej karierze piłkarskiej de Souza grał w klubie CD Matchedje de Maputo. W 1990 roku wywalczył z nim dublet - mistrzostwo i Puchar Mozambiku.

## Kariera reprezentacyjna
W 1986 roku de Souza został powołany do reprezentacji Mozambiku na Puchar Narodów Afryki 1986. Na tym turnieju rozegrał dwa mecze grupowe: z Wybrzeżem Kości Słoniowej (0:3) i z Egiptem (0:2). W kadrze narodowej grał do 1991 roku.